# Sora Tanaka
Sora Tanaka (japanisch 田中 想来 Tanaka Sora; * 11. November 2004 in der Präfektur Nagano) ist ein japanischer Fußballspieler.

## Karriere
Sora Tanaka erlernte das Fußballspielen in Matsumoto in der Jugendmannschaft des Matsumoto Yamaga FC. Die erste Mannschaft spielte in der dritten japanischen Liga. Sein Drittligadebüt gab der Jugendspieler am 31. Juli 2022 (19. Spieltag) im Heimspiel gegen Vanraure Hachinohe. Bei 0:1-Heimniederlage stand er in der Startelf und wurde in der 57. Minute gegen Ayumu Yokoyama ausgewechselt. Als Jugendspieler bestritt er 2022 sieben Drittligaspiele. Am 1. Februar 2023 wechselte er von der Jugend in die erste Mannschaft. Im Februar 2024 wechselte er auf Leihbasis zum singapurischen Erstligisten Geylang International.